# Tupigea teresopolis
Tupigea teresopolis är en spindelart som beskrevs av Huber 2000. Tupigea teresopolis ingår i släktet Tupigea och familjen dallerspindlar. Inga underarter finns listade i Catalogue of Life.